# Список монархов Великобритании по продолжительности пребывания на престоле
Ниже приведен список монархов, которые длительное время правили в Соединённом королевстве Великобритании и Северной Ирландии (1927—н. в.), Соединённом королевстве Великобритании и Ирландии (1801—1922), королевстве Великобритания (1707—1801), королевстве Англия (871—1707), королевстве Шотландия (843—1707), королевства Ирландии (1542—1800) и княжества Уэльс (1216—1542), упорядоченный по продолжительностью правления.
Самым долгоправившим британским монархом является Елизавета II — королева Великобритании и Северной Ирландии в 1952—2022 годах, которая правила 70 лет.

## Десять самых долгоправивших британских монархов
Ниже представлены 10 монархов, правивших на Британских островах дольше всех, о которых имеются достоверные документальные свидетельства.
| Имя                                                                     | Продолжительность правления | Даты правления                   |
| ----------------------------------------------------------------------- | --------------------------- | -------------------------------- |
| Елизавета II, королева Великобритании и Северной Ирландии               | 70 лет и 214 дней           | 6 февраля 1952 — 8 сентября 2022 |
| Виктория, королева Великобритании и Ирландии                            | 63 года и 216 дней          | 20 июня 1837 — 22 января 1901    |
| Георг III                                                               | 59 лет и 96 дней            | 25 октября 1760 — 29 января 1820 |
| Яков VI Шотландский (он же Яков I Английский), король Анлии и Шотландии | 57 лет и 246 дней           | 24 июля 1567 — 27 марта 1625     |
| Генрих III, король Англии                                               | 56 лет и 19 дней            | 28 октября 1216 — 16 ноября 1272 |
| Эдуард III, король Англии                                               | 50 лет и 147 дней           | 25 января 1327 — 21 июня 1377    |
| Вильгельм I, король Шотландии                                           | 48 лет и 360 дней           | 9 декабря 1165 — 4 декабря 1214  |
| Лливелин ап Иорверт, князь Гвинеда                                      | около 46 лет                | 1194 — 11 апреля 1240            |
| Елизавета I, королева Англии                                            | 44 года и 127 дней          | 17 ноября 1558 — 24 марта 1603   |
| Давид II, король Шотландии                                              | 41 года и 260 дней          | 7 июня 1329 — 22 февраля 1371    |

## Самые долгоправящие монархи по королевствам

### Великобритания и Соединённое королевство
1 мая 1707 года Англия и Шотландия в соответствии с Актом об унии объединились в единое королевство Великобритания. 1 января 1800 года к нему было присоединено королевство Ирландия, в результате чего образовалось Соединённое королевство Великобритании и Ирландии. После образования в 1922 году Ирландского Свободного государства в соответствии с актом парламента 1927 года королевство стало называться «Соединённое королевство Великобритании и Северной Ирландии».
| Имя          | Продолжительность правления | Даты правления                   |
| ------------ | --------------------------- | -------------------------------- |
| Елизавета II | 70 лет и 214 дней           | 6 февраля 1952 — 8 сентября 2022 |
| Виктория     | 63 года и 216 дней          | 20 июня 1837 — 22 января 1901    |
| Георг III    | 59 лет и 96 дней            | 25 октября 1760 — 29 января 1820 |
| Георг II     | 33 года и 136 дней          | 11 июня 1727 — 25 октября 1760   |

### Англия
Королевство Англия было окончательно сформировано в 927 году, когда король Уэссекса Этельстан аннексировал Нортумбрию. Королевство просуществовало до 1707 года, когда по акту об унии было объединено с Шотландией в королевство Великобритания. В список английских монархов также традиционно включают короля Уэссекса Альфреда Великого и его преемников, носивших титул «король англосаксов».
| Имя                    | Продолжительность правления                          | Даты правления                                                    |
| ---------------------- | ---------------------------------------------------- | ----------------------------------------------------------------- |
| Генрих III             | 56 лет и 19 дней                                     | 28 октября 1216 — 16 ноября 1272                                  |
| Эдуард III             | 50 лет и 147 дней                                    | 25 января 1327 — 21 июня 1377                                     |
| Елизавета I            | 44 года и 127 дней                                   | 17 ноября 1558 — 24 марта 1603                                    |
| Генрих VI              | 38 лет и 184 дня; 162 дня (всего: 38 лет и 346 дней) | 1 сентября 1422 — 4 марта 1461 и 31 октября 1470 — 11 апреля 1471 |
| Этельред II Неразумный | около 38 лет                                         | 18 марта 978 — осень 1013 весна 1014 — 23 апреля 1016             |
| Генрих VIII            | 37 лет и 281 день                                    | 22 апреля 1509 — 28 января 1547                                   |
| Генрих I               | 35 лет и 120 дней                                    | 3 августа 1100 — 1 декабря 1135                                   |
| Генрих II              | 34 года и 254 дня                                    | 25 октября 1154 — 6 июля 1189                                     |
| Эдуард I               | 34 года и 229 дней                                   | 20 ноября 1272 — 7 июля 1307                                      |

### Шотландия
Первым королём Шотландии традиционно считается Кеннет I Макальпин, объедивший около 843 года королевства Дал Риада и Пиктавию.
| Имя                                           | Продолжительность правления | Даты правления                  |
| --------------------------------------------- | --------------------------- | ------------------------------- |
| Яков VI Шотландский (он же Яков I Английский) | 57 лет и 246 дней           | 24 июля 1567 — 27 марта 1625    |
| Вильгельм I                                   | 48 лет и 360 дней           | 9 декабря 1165 — 4 декабря 1214 |
| Давид II                                      | 41 года и 260 дней          | 7 июня 1329 — 22 февраля 1371   |
| Александр III                                 | 36 лет и 256 дней           | 6 июля 1249 — 19 марта 1286     |
| Малькольм III                                 | 35 лет и 241 день           | 17 марта 1058 — 13 ноября 1093  |
| Александр II                                  | 34 года и 214 дней          | 4 декабря 1214 — 6 июля 1249    |